# Seuneubok Aceh (Peulimbang)
Seuneubok Aceh is een bestuurslaag in het regentschap Bireuen van de provincie Atjeh, Indonesië. Seuneubok Aceh telt 327 inwoners (volkstelling 2010).